# Jardinets d'en Carles Soler
Els Jardinets d'en Carles Soler, també anomenats el Capritx de Montbau, és una obra escultòrica d'uns 100 m de llargada, al carrer de Vayreda, al barri de Montbau de Barcelona, feta amb còdols i pedres, d'inspiració clarament gaudiniana. Construïda sobre el talús de roques de la parcel·la de les Casetes Blanques, l'autor va ser en Carles Soler Torres, que havia sigut sanitari del Cos de Bombers de Barcelona, i en jubilar-se va endegar aquesta obra davant de casa seva, iniciada l'any 1993 i hi va treballar durant prop de 10 anys. El 1996 l'Ajuntament de Barcelona hi va col·locar una placa reconeixent l'obra de Carles Soler. L'Institut Municipal de Paisatge Urbà hi ha fet obres de reparació els anys 2011, que també hi va afegir plantes, i el 2020, que hi va col·locar malla metàl·lica al talús per a evitar despreniments. Els jardins estan inclosos a l'inventari de Petits paisatges de Barcelona.